# Maya Angelou
Maya Angelou (Saint Louis, Missouri, 4 d'abril de 1928 - Winston-Salem, Carolina del Nord, 28 de maig de 2014) va ser una poeta, novel·lista, activista pels drets civils, actriu i cantant dels EUA. Va ser professora de literatura i estudis americans a la Universitat Wake Forest, a Carolina del Nord.

## Biografia
Marguerite Ann Johnson va néixer el 4 d'abril de 1928 a Saint Louis, Missouri i va créixer a Arkansas. La seva mare exercí de prostituta durant un temps, però més tard ho va deixar. Als vuit anys, Maya va ser violada pel llavors company de la seva mare i el seu agressor va ser agredit físicament fins a la mort. Aquests successos van constituir un acte traumàtic, que va provocar a Maya un mutisme patològic. Aquesta etapa de la seva vida és relatada en la seva novel·la autobiogràfica: I know why the Caged bird sings ('Sé per què canta l'ocell engabiat'), publicada el 1970. Angelou hi relata la seva infantesa al costat d'una àvia puritana, la relació complicada amb la mare i el seu embaràs sent una adolescent soltera de 16 anys. En plena situació de mudesa, descobreix la vocació per la llengua. Roman muda durant cinc anys, fins que una professora aconsegueix que torni a parlar, després de convèncer-la que només podrà apreciar les lletres si és capaç de parlar novament.
De la seva primera novel·la, se'n van vendre més d'un milió d'exemplars arreu del món i va inspirar una versió cinematogràfica homònima, I know why the Caged bird sings, que segueix la seva autobiografia. Hi descriu les dificultats d'una mare soltera, inestable en els llocs de treball i en les relacions amoroses.
El 1940, Angelou se'n va a viure amb la seva mare a San Francisco. A finals dels anys 50, com descriu en The heart of a woman ('El cor d'una dona'), aconsegueix una carrera d'èxit com a cantant, ballarina, actriu, directora de revistes, activista dels drets civils, poeta i novel·lista. En gairebé totes les seves obres, denuncia el racisme i exalta el valor, la perseverança, la supervivència i la pròpia estimació. Va rebre nombrosos premis i títols honorífics. El 1993, va llegir el seu poema On the Pulse of Morning en la presa de possessió del president Bill Clinton.
Als anys 1960, Angelou va mantenir un romanç amb el llibertador sud-africà Vusumzi Make, amb qui va viure a Egipte, i publicà la revista setmanal The Arab Observer. Martin Luther King la convidà a participar formant la Southern Christian Leadership Conference (Conferència Meridional del Lideratge Cristià).
B. B. King, Ben Harper, i Quincy Jones, entre d'altres, han musicat textos seus.
La van postular per als premis Grammy en la categoria de llibres gravats, al Premi Tony pel seu treball en Broadway Look away i a un Emmy per la minisèrie Arrels. Fou autora del guió i la música del film Geòrgia, Geòrgia.
Al matí del 28 de maig de 2014 a Winston-Salem, Carolina del Nord, la seva cuidadora va trobar morta Angelou. Feia poc que havia anunciat que no es trobava bé i havia cancel·lat diverses de les seves aparicions públiques.

## Curiositats
- Va fer un cameo en Els Simpson, en el capítol 3 de la dotzena temporada, juntament amb actors com Tom Clancy i Amy Tan. També apareix en un capítol de la sèrie animada The Cleveland Show.
- Se l'esmenta en la cançó La Vie Bohème, al final del primer acte de Rent, musical compost per Jonathan Larson.

## Obra
- Angelou, Maya (1969). I Know Why the Caged Bird Sings. Nova York: Random House. ISBN 0-375-50789-2.
- Angelou, Maya (1993). Wouldn't Take Nothing for My Journey Now. Nova York: Random House. ISBN 0-394-22363-2.
- Braxton, Joanne M., ed. (1999). Maya Angelou's I Know Why the Caged Bird Sings: A Casebook. Nova York: Oxford Press. ISBN 0-19-511606-2.
- Braxton, Joanne M. Symbolic Geography and Psychic Landscapes: A Conversation with Maya Angelou, p. 3-20.
- Tate, Claudia. Maya Angelou: An Interview, p. 149-158.
- Burr, Zofia. (2002). Of Women, Poetry, and Power: Strategies of Address in Dickinson, Miles, Brooks, Lorde, and Angelou. Urbana, Illinois: University of Illinois Press. ISBN 0-252-02769-8.
- Gillespie, Marcia Ann, Rosa Johnson Butler, and Richard A. Long. (2008). Maya Angelou: A Glorious Celebration. Nova York: Random House. ISBN 978-0-385-51108-7.
- Hagen, Lyman B. (1997). Heart of a Woman, Mind of a Writer, and Soul of a Poet: A Critical Analysis of the Writings of Maya Angelou. Lanham, Maryland: University Press. ISBN 0-7618-0621-0.
- Johnson, Claudia, ed. (2008). Racism in Maya Angelou's I Know Why the Caged Bird Sings. Detroit, Michigan: Gale Press. ISBN 0-7377-3905-3.
- Lauret, Maria (1994). Liberating Literature: Feminist Fiction in America. Nova York: Routledge Press. ISBN 0-415-06515-1.
- Long, Richard. (2005). Maya Angelou. Smithsonian 36 (8): p. 84-85.
- Lupton, Mary Jane (1998). Maya Angelou: A Critical Companion. Westport, Connecticut: Greenwood Press. ISBN 0-313-30325-8.
- McWhorter, John. (2002). Saint Maya. The New Republic 226, (19): p. 35-41.
- O'Neale, Sondra. (1984). "Reconstruction of the Composite Self: New Images of Black Women in Maya Angelou's Continuing Autobiography", a Black Women Writers (1950–1980): A Critical Evaluation, Mari Evans, ed. Garden City, N.Y: Doubleday. ISBN 0-385-17124-2.
- Toppman, Lawrence. (1989). "Maya Angelou: The Serene Spirit of a Survivor", in Conversations with Maya Angelou, Jeffrey M. Elliot, ed. Jackson, Mississipi: University Press. ISBN 0-87805-362-X.
- Walker, Pierre A. (October 1995). "Racial Protest, Identity, Words, and Form in Maya Angelou's I Know Why the Caged Bird Sings". College Literature 22, (3): p. 91-108.